# Villiers-Couture
Villiers-Couture é uma comuna francesa na região administrativa da Nova Aquitânia, no departamento de Charente-Maritime. Estende-se por uma área de 8,37 km². Em 2010 a comuna tinha 113 habitantes (densidade: 13,5 hab./km²).